# U-20ラグビーアメリカ合衆国代表
U-20ラグビーアメリカ合衆国代表（英語: United States national under-20 rugby union team）は、20歳以下の選手で構成されるラグビーアメリカ合衆国代表チームである。愛称は「ジュニア・イーグルス (Junior Eagles)」。
ワールドラグビーU20トロフィーなどに出場している。

## 歴史
2008年、初年度のIRBジュニア世界選手権(現・ワールドラグビーU20チャンピオンシップ)に在籍するも、同大会最下位に終わりワールドラグビーU20トロフィーへ降格。
そして2013年、IRBジュニア世界選手権から降格以降、ワールドラグビーU20チャンピオンシップから遠ざかっている。

## タイトル
- ワールドラグビーU20トロフィー
優勝・1回 (2012年)
2位・1回 (2009年)

## 成績

### ワールドラグビーU20チャンピオンシップ
- 2008年 - 16位(U20トロフィーへ降格)
- 2013年 - 12位(U20トロフィーへ降格)

### ワールドラグビーU20トロフィー
- 2009年 - 2位
- 2010年 - 5位
- 2011年 - 7位
- 2012年 - 1位(ジュニア世界選手権へ昇格)
- 2014年 - 3位
- 2016年 - 5位

## 主な歴代代表主将
- キャメロン・ドラン - 2009年ラグビージュニア世界選手権での主将。2015年W杯・2019年W杯アメリカ合衆国代表選出。